# Bóng ma trong nhà hát
Bóng ma trong nhà hát (Le Fantôme de l'Opéra) là cuốn tiểu thuyết của Gaston Leroux. Vốn là tiểu thuyết dài kì được in trên tờ Le Gaulois, từ tháng 9 năm 1909 đến tháng 1 năm 1910, Bóng ma trong nhà hát được nhà xuất bản Pierre Laffite in thành sách vào năm 1910, trở thành tác phẩm nổi tiếng nhất của Gaston Lerroux trở thành nguồn cảm hứng cho điện ảnh, phim kịch, phim truyền hình và ca khúc ở Pháp, Hoa Kỳ và nhiều quốc gia khác.
Tác phẩm lấy cảm hứng từ câu chuyện tình yêu trong nhà hát Opéra Garnier của Paris và những đồn đại bí ẩn dưới tầng hầm của nhà hát sau nhiều sự cố xảy ra liên tiếp ở nhà hát này vào cuối thế kỉ XIX.

## Tác giả
Gaston Leroux (1868 – 1927) là một nhà tiểu thuyết người Pháp nổi tiếng trong thể loại trinh thám và giả tưởng. Sau khi tốt nghiệp tại trường trung học ở Caen, ông lên Paris học luật. Năm 1890, ông trở thành luật sư và làm việc này cho tới 1893. Sau đó ông chuyển sang viết thời luận mảng là về pháp luật cho nhật báo Le Matin. Chính từ công việc này, ông có nhiều thời gian để theo dõi các vụ án của những nhân vật mà sau này trở thành nguồn cảm hứng cho các tiểu thuyết của mình. Từ năm 1901, ông trở thành phóng viên và đi khắp nhiều nước Pháp, Tây Ban Nha, Maroc. Năm 1903, cuốn tiểu thuyết đầu tay Le chercheur de trésors (Người truy tìm kho báu) được in trên tờ Le Matin, là khởi đầu cho một loạt tiểu thuyết dài kỳ chủ yếu ở trinh thám và giả tưởng.

## Tóm tắt nội dung

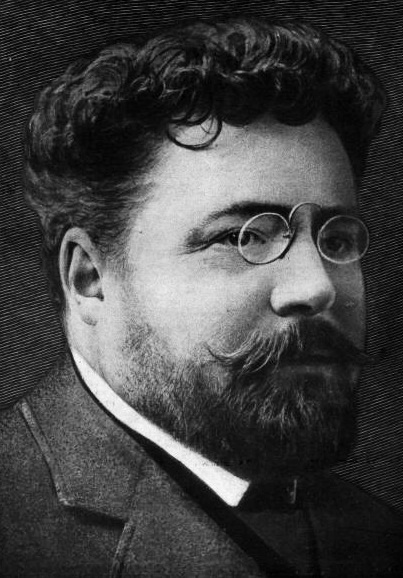
Gaston Louis Alfred Leroux (1868 - 1927)

Tác phẩm kể về một con người khốn khổ với khuôn mặt biến dạng đã trốn chạy khỏi xã hội phù hoa nhưng đầy giả dối, ích kỷ của nước Pháp của thế kỷ XIX. Nơi anh chọn để trú ẩn an toàn là trong mê lộ những tầng hầm và kho chứa bên dưới nhà hát Opera tại Paris. Dần dần sau đó, tại đây bắt đầu xuất hiện những tin đồn về một bóng đen thoắt ẩn thoắt hiện bên trong nhà hát, và những đồ vật cũng thường bị mất một cách bí hiểm.
Một thời gian sau, khi vô tình nhìn qua một lỗ nhỏ về phía sân khấu, Phantom nhìn thấy Christine, một diễn viên phụ trẻ đẹp và trái tim anh lập tức bị hạ gục bởi nàng. Phantom có kỹ thuật hát Opera hoàn hảo do học lỏm được từ những giọng ca hay nhất châu Âu thường biểu diễn tại đây. Phantom đã xuất hiện trước mặt Christine, dạy cô hát. Nhờ đó, cô diễn viên phụ nhanh chóng được nhận vai chính và trở nên nổi tiếng khắp nước Pháp.
Bóng ma vẫn thường ôm trong lòng một mối mộng mơ rằng, Christine sẽ đáp trả lại tình cảm của mình. Nhưng nàng lại phải lòng một chàng quý tộc trẻ đẹp. Đau khổ, tức giận, Phantom liền bắt cóc Christine tới nơi ở của mình, cạnh một chiếc hồ ngầm ở tầng hầm thứ bảy. Khi thấy chàng quý tộc trẻ bất chấp tất cả để chạy tới cứu người yêu và chứng kiến cảnh Christine có chết cũng không chọn mình, Phantom đã có thể giết họ. Nhưng rồi, sau cuộc đấu tranh nội tâm cùng sự phản kháng và chất vấn quyết liệt từ Christine, Phantom đã tỉnh ngộ. Cùng lúc đó, đám đông phía trên đang đi xuống để tìm những người mất tích, trên tay là các ngọn đuốc sáng rực. Phantom chạy vào nơi tối tăm nhất của tầng hầm để ẩn nấp. Và từ đó trở đi, Phantom – người đàn ông bất hạnh với con tim tan nát, biến mất và không bao giờ được nhắc đến.

## Nhân vật
- Erik là "Bóng ma trong nhà hát Opéra", Erik dạy Christine Daaé và yêu thầm Christine.
- Christine Daaé là một ca sĩ người Thụy Điển trẻ tuổi tại nhà hát Opera. Người đã làm cho Erik yêu thầm trộm nhớ.
- Tử tước Raoul de Chagny: người bạn thời thơ ấu của Christine và cũng là tình nhân của cô ấy.
- Người Ba Tư (The Persian) một người đàn ông bí ẩn trong quá khứ của Erik.
- Bá tước Phillipe de Chagny: anh trai của Raoul.
- Armand Moncharmin và Firmin Richard là các giám đốc mới của nhà hát Opéra.